# Німці в Азербайджані

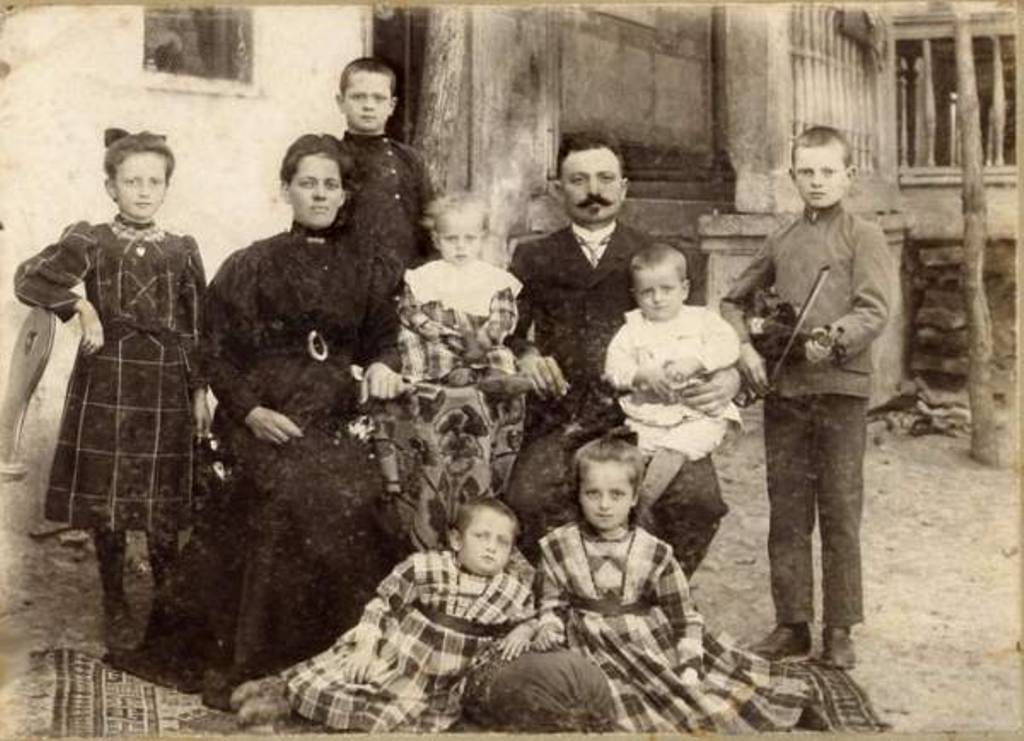
Швабська родина в Геленендорфі

Німці живуть в Азербайджані з 1810-х років, причому найбільша їхня концентрація колись спостерігалася в західній частині країни. Громада виросла з двох перших поселень, заснованих німецькими переселенцями з Вюртемберга, які оселилися тут у 1819 році. Під час Другої світової війни вона практично припинила своє існування, оскільки радянський уряд, який правив Азербайджаном у той час, побоювався, що етнічні німці можуть симпатизувати наступаючій армії Третього Рейху, і депортував їх до Центральної Азії у 1942 році.

## Історія

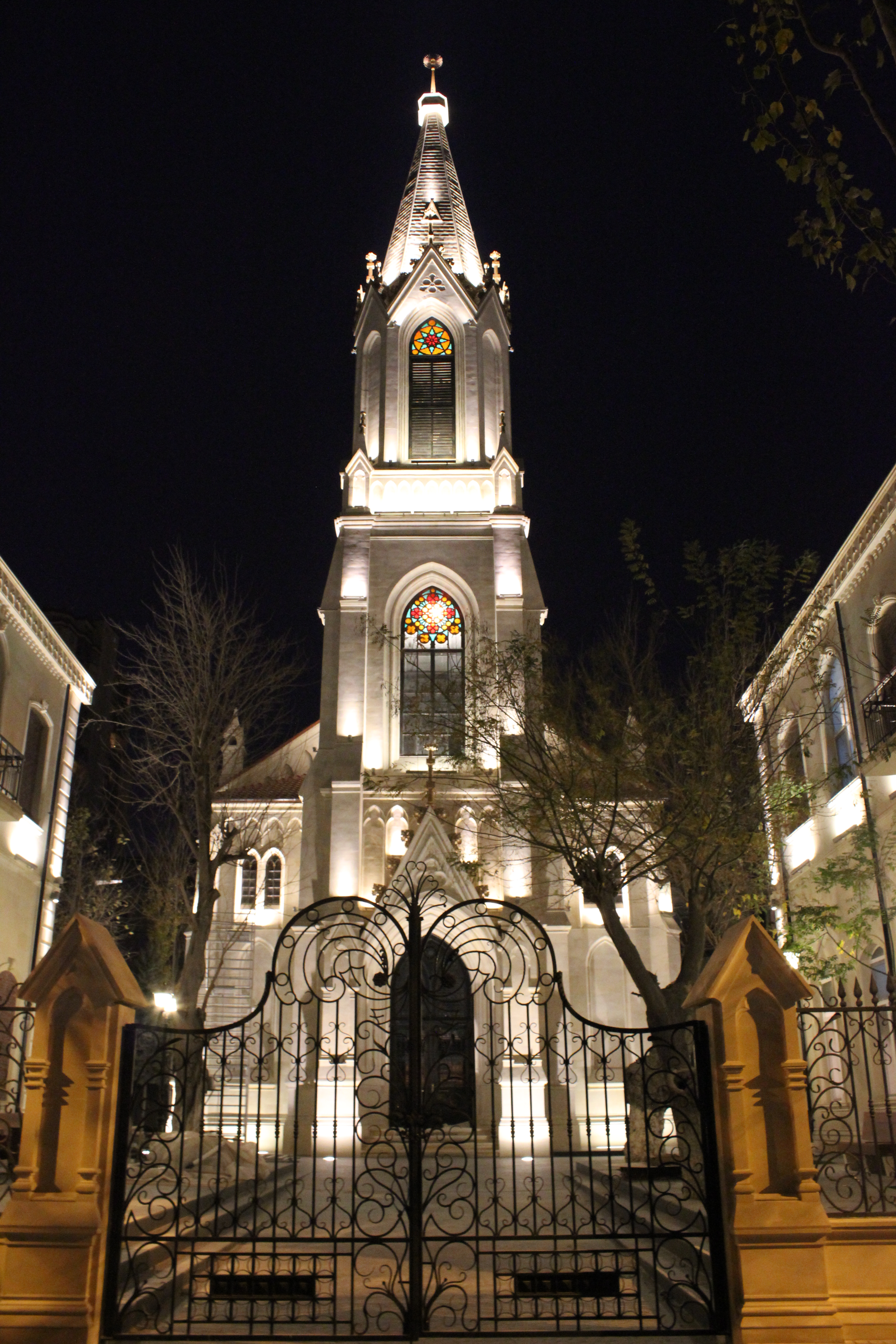
Церква Спасителя, німецька церква в Баку, Азербайджан

Історія німецьких поселень на території Азербайджану почалася, коли німецькі селяни з Вюртемберга були переселені з Південного Кавказу на територію сучасного Азербайджану. Дві німецькі колонії - Геленендорф і Анненфельд - були засновані на території, що згодом стала Єлизаветпольським повітом у 1819 році. Пізніше кількість німецьких поселень зросла і до початку ХХ століття досягла восьми: Геленендорф, Анненфельд, Георгсфельд, Олексіївка, Грюнфельд, Айхенфельд, Траубенфельд і Єлисаветінка.

## Економіка
Німецькі колоністи працювали в Азербайджані у сфері виноградарства та виноробства. Сім'ї Ворер і Гуммель керували виноробнями і володіли кількома фермами. Фірма братів Ворер будувала пивні та коньячні заводи в Геленендорфі. Розвивалися також сільське господарство та різні види мистецтва. У 1922 році тут було створено державне виноробне виробництво "Конкордія", а в 1930-х роках почали функціонувати колгоспи.

## Освіта
Освіта та культура в культурному житті німецької громади мали велике значення. У 1842 році в Геленендорфі було збудовано першу школу. Загалом у німецьких селах Азербайджану функціонувало вісім шкіл, а з середини 1920-х років - одна в Баку. Наприкінці 1920 року в Геленендорфі почала функціонувати інженерна школа, а в 1930-х роках - школа виноградарства та виноробства.

## Культура
Лютеранські церкви були побудовані в Геленендорфі в 1854 році та в Анненфельді в 1909 році. Вони були спроектовані німецькими архітекторами Ейхлером і Лемкулем. У 1899 році лютеранська церква відкрилася в Баку.
У 1918-1920 роках Лоренц Кун був представником німецького населення в парламенті Азербайджанської Демократичної Республіки. У цей час відбулася одна з важливих історичних подій у житті німців - 9 червня 1919 року в Азербайджані святкували 100-річчя заснування поселення німців і колонії Геленендорф.
Після встановлення радянської влади в Азербайджані виходили німецькомовні газети "Bauer und Arbeiter" та "Lenins Weg". У 1928 році з ініціативи археолога Гуммеля в Геленендорфі було відкрито Етнологічний музей. У Геленендорфі було організовано культурний клуб, який включав театр, спортивні товариства, оркестр, хор і бібліотеку.

## Депортація
У 1941-1942 роках, під час Другої світової війни, німці, які проживали в СРСР, в тому числі в Азербайджані, були депортовані до Середньої Азії та Сибіру за рішенням радянського керівництва в рамках переселення населення в Радянському Союзі.

## Сьогодні
Культурні заходи, концерти, виставки проводить Німецько-азербайджанське культурне об'єднання "Капельгауз" у Баку. В Азербайджані збереглися будівлі, побудовані за німецькими архітектурними проектами.

## Дивись також
- Азербайджано-німецькі відносини
- Лоуренс Кун